# Georgij Michajlovič Brjancev
 Georgij Michajlovič Brjancev (rusky Георгий Михайлович Брянцев; 23. dubnajul./ 6. května 1904greg., stanice Alexandrijskaja, Severní Kavkaz, dnes Stavropolský kraj – 26. prosince 1960, Moskva) byl ruský sovětský spisovatel a scenárista.

## Život
Narodil se v rodině kozáka. Vystudoval báňskou školu a školu vojenských námořních letců, Roku 1924 vstoupil do komunistické strany, v letech 1925–1951 sloužil v sovětské armádě, kde dosáhl hodnosti podplukovníka. Během Velké vlastenecké války byl u sovětské rozvědky, pracoval v týlu nepřítele a v letech 1942–1943 se podílel na partyzánském hnutí v lese u Brjanska. Za hrdinství během války obdržel řadu vyznamenání. Mimo jiné mu byl dvakrát (1942 a 1946) udělen Řád rudého praporu a roku 1951 Leninův řád.
Psát začal až po válce. Základem jeho tvorby byly vlastní zkušenosti a zážitky z rozvědné služby. Je autorem několika románů a souborů povídek. V padesátých letech napsal také několik špionážních knih pro mládež.

## Dílo
- От нас никуда не уйдёшь (1948, Nám neutečeš), sbírka partyzánských povídek.
- По ту сторону фронта (1949, Na druhé straně fronty)
- Их было четверо (Byli čtyři), sbírka povídek.
- Тайные тропы (1953, Tajné cesty), špionážní román pro mládež o boji sovětských rozvědčíků s německou a po válce i americkou rozvědkou.
- Следы на снегу (1954, Stopy ve sněhu), detektivní román.
- Это было в Праге (1955, Bylo to v Praze), dvoudílný válečný román.
- Голубой пакет (1958, Modrý balíček), špionážní román z Velké vlastenecké války o práci odbojové skupiny v týlu nepřítele, která se zmocní dokumentů o novém německém tanku.
- Клинок эмира (1959, Emírova šavle), dobrodružný román z prostředí Orientu odehrávající se těsně po roce 1917 a týkající se vzácné šavle někdejšího bucharského emíra, která má na čepeli vyryté značky, podle kterých se dá najít drahocenný poklad ukrytý v poušti.
- По тонкому льду (1960, Na tenkém ledě), česky jako Rozsévač smrti, dobrodružný román ze života čekistů v období před druhou světovou válkou a za jejího průběhu, v němž autor líčí postupné odhalování německé diverzní sítě na území Sovětského svazu.
- Конец осиного гнезда (1960, Konec vosího hnízda), dobrodružný příběh sovětského zpravodajského důstojníka, který vnikne do německého školícího centra pro špióny a za pomoci partyzánů jej zlikviduje.

## Filmové adaptace
- Следы на снегу (1955, Stopy ve sněhu), sovětský film, scénář autor, režie Adolf Bergunker.
- По тонкому льду (1966, Na tenkém ledě), sovětský film, režie Damir Vjatič-Berežnych.

## Česká vydání
- Konec vosího hnízda, Naše vojsko, Praha 1955, přeložili Růžena a Ladislav Tunysovi.
- Modrý balíček, Naše vojsko, Praha 1960, přeložila Božena Pulcová.
- Rozsévač smrti, Svět sovětů, Praha 1964, přeložil Martin Bečvář, znovu Naše vojsko, Praha 1972
- Emírova šavle, Albatros, Praha 1973, přeložil Adolf Felix.